# Tsugio Matsuda

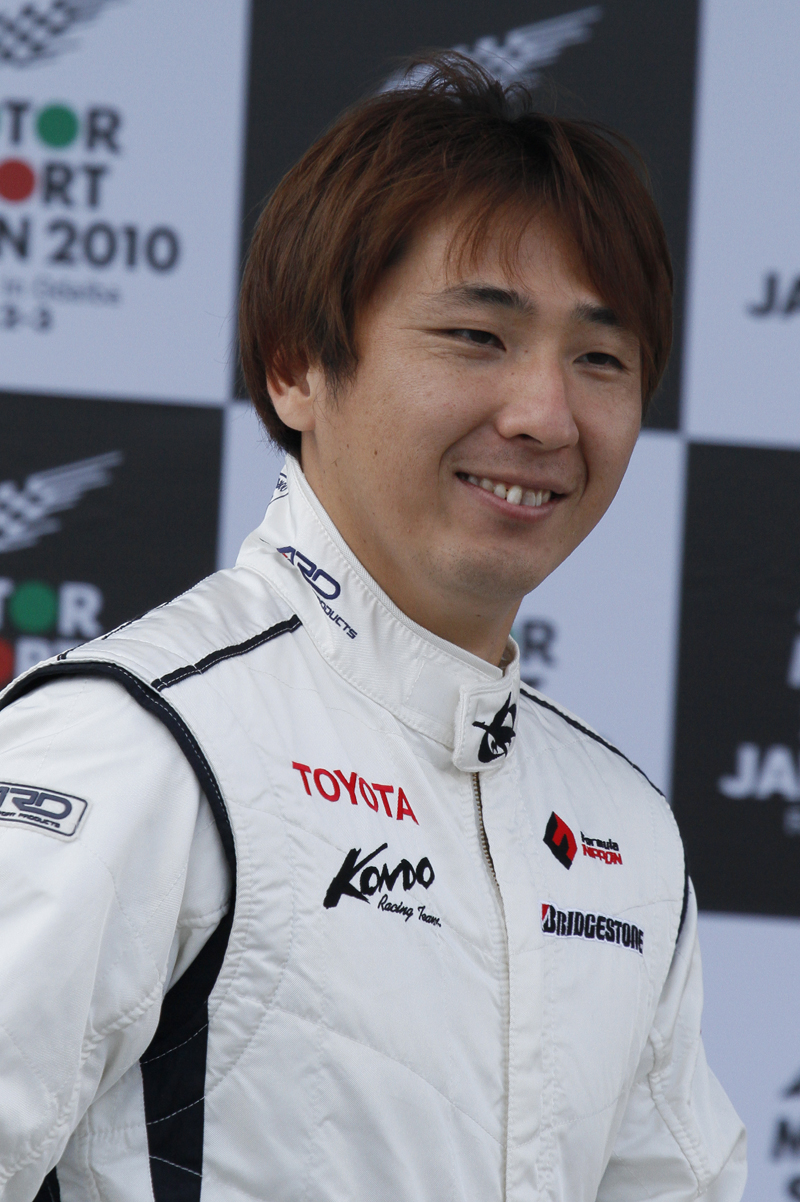
Tsugio Matsuda in 2010

Tsugio Matsuda (Japans: 松田 次生 Matsuda Tsugio) (Mie, 18 juni 1979) is een Japans autocoureur. In 2007 en 2008 werd hij kampioen in de Formule Nippon en in 2014 en 2015 werd hij kampioen in de All-Japan F3.

## Carrière
Matsuda begon zijn autosportcarrière in het karting. In 1996 werd hij kampioen in de ICA-klasse van het Aziatisch-Pacifisch kampioenschap en in 1997 nam hij deel aan het wereldkampioenschap Formule A. In 1998 maakte hij de overstap naar het formuleracing en debuteerde in de All-Japan F3. Hij won een race op de Twin Ring Motegi en eindigde als vijfde in het kampioenschap. Daarnaast maakte hij dat jaar zijn Formule Nippon-debuut op het Suzuka International Racing Course bij het team Nakajima Racing als eenmalige vervanger van Koji Yamanishi; met een zesde plaats in de race scoorde hij een punt. In 1999 bleef hij actief in de All-Japan F3. Hij won geen races, maar met vier podiumplaatsen werd hij derde in de eindstand. In 1998 en 1999 nam hij eveneens deel aan de Grand Prix van Macau en werd vierde in 1999.
In 2000 stapte Matsuda fulltime over naar de Formule Nippon, waarin hij voor Nakajima Racing uitkwam. Hij won zijn eerste race op het Mine Circuit en werd vierde in het kampioenschap. Tevens debuteerde hij in het All Japan Grand Touring Car Championship (JGTC), waarin hij in de laatste drie races uitkwam voor het team Take One in een McLaren F1 GTR en behaalde een puntenfinish op het TI Circuit Aida. In 2001 reed hij fulltime in beide kampioenschappen voor Nakajima Racing. In de Formule Nippon werd hij achtste met een podiumfinish in Motegi, terwijl hij in het JGTC op Motegi een race won en samen met Dominik Schwager achtste werd in de eindstand. In 2002 kende hij een beter seizoen in de Formule Nippon, waarin hij met twee podiumplaatsen vijfde werd, terwijl hij naast Ralph Firman drie races won in het JGTC in Aida, Sepang en Suzuka, waardoor hij tweede werd in de eindstand, slechts een punt achter Akira Iida en Juichi Wakisaka.
In 2003 bleef Matsuda in het JGTC rijden bij Nakajima, maar in de Formule Nippon stapte hij over naar het Cosmo Oil Racing Team Cerumo. Deze overstap verliep moeizaam en hij behaalde geen podiumfinishes, waardoor hij slechts elfde werd in de eindstand. In het JGTC stond hij eenmaal op het podium op Autopolis en eindigde ook hier als elfde. In 2004 waren twee vierde plaatsen zijn beste resultaten in de Formule Nippon en eindigde hier als negende in het kampioenschap, terwijl hij in het JGTC samen met André Lotterer een overwinning boekte op Motegi en achtste werd in de eindstand. In 2005 stapte hij in de Formule Nippon over naar het team Team 5ZIGEN en werd met twee podiumplaatsen zevende in het klassement. Het JGTC werd dat jaar vervangen door de Super GT, waarin hij met Lotterer negende werd in het kampioenschap met een podiumfinish op de Fuji Speedway.

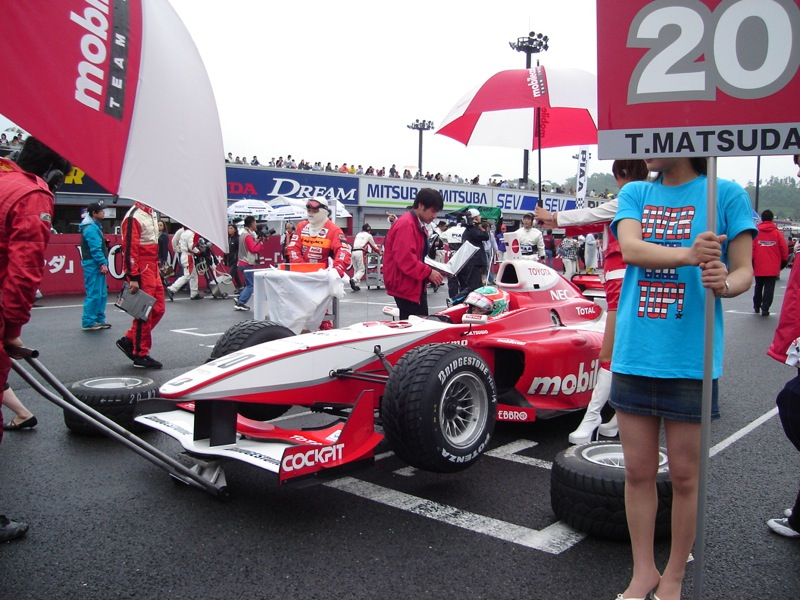
Tsugio Matsuda op de Twin Ring Motegi in de Formule Nippon in 2006

In 2006 stapte Matsuda in de Formule Nippon over naar het Team Impul. Hij won een race op Autopolis en behaalde vijf andere podiumplaatsen, waardoor hij achter Benoît Tréluyer tweede werd in de stand. In de Super GT stapte hij over naar het team Nismo en won ook hier een race op Autopolis, waardoor hij met Satoshi Motoyama zesde werd in het klassement. In 2007 behaalde hij in de Formule Nippon geen overwinningen, maar met vier podiumplaatsen en acht top 5-finishes was hij consistent genoeg om kampioen te worden in de klasse. In de Super GT werd hij naast Michael Krumm vijfde in de stand met vier podiumfinishes. In 2008 won hij vijf races in de Formule Nippon, waardoor hij overtuigend zijn kampioenschap wist te verdedigen. In de Super GT stapte hij dat jaar eveneens over naar het Team Impul, waarin hij met Sébastien Philippe twee zeges behaalde in Suzuka en Fuji en vijfde werd in het klassement.
In 2009 kende Matsuda een slecht seizoen in de Formule Nippon, waarin hij slechts elfde werd in het klassement. Ook in de Super GT kende hij weinig succes; met een enkele podiumfinish werd hij ook hier elfde in de eindstand. In 2010 verloor hij oorspronkelijk zijn zitje in de Formule Nippon, maar vanaf de vierde race keerde hij terug in de klasse bij het team Kondo Racing. Hij had weinig succes en scoorde slechts een enkel punt na een achtste plaats op het Sportsland SUGO, waardoor hij vijftiende en laatste werd in de eindstand. In de Super GT won hij met Ronnie Quintarelli een race op Sepang en werd vijfde in de stand. In 2011 nam hij in de Formule Nippon enkel deel aan de seizoensfinale op Fuji voor het team SGC by KCMG, waarin geen punten konden worden gescoord. In de Super GT won hij met João Paulo de Oliveira de seizoensopener op Okayama en werd vijfde in de stand.
In 2012 keerde Matsuda fulltime terug in de Formule Nippon voor het Team Impul en behaalde een podiumfinish op Suzuka, waardoor hij achtste werd in het kampioenschap. In de Super GT won hij met De Oliveira een race op Fuji en werd vierde in de eindstand. In 2013 werd de Formule Nippon vervangen door de Super Formula, waarin hij voor Impul actief bleef. In de seizoensopener in Suzuka behaalde hij zijn enige podiumfinish van het seizoen en werd zesde in het kampioenschap. In de Super GT behaalde hij met De Oliveira een overwinning in Sepang en werd negende in het klassement. Daarnaast debuteerde hij in het FIA World Endurance Championship (WEC) voor het team KCMG in de LMP2-klasse, waarin hij op de Fuji Speedway zesde werd.

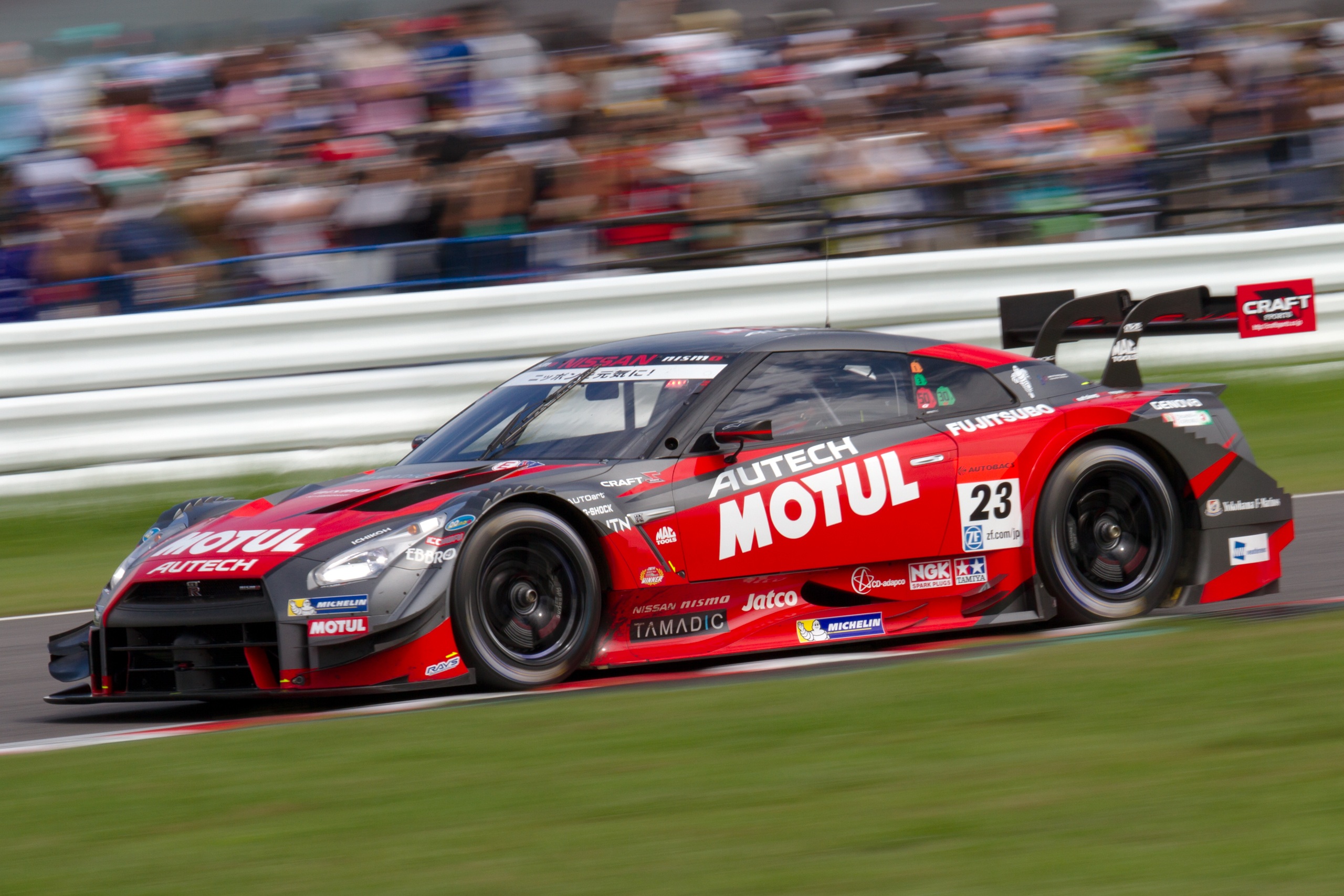
Tsugio Matsuda op het Suzuka International Racing Course in de Super GT in 2014

In 2014 verliet Matsuda de Super Formula en keerde hij in de Super GT terug naar het team Nismo. Samen met Quintarelli won hij twee races op Autopolis en de Twin Ring Motegi, waardoor hij zijn eerste kampioenschap won. Daarnaast reed hij twee races in het WEC voor KCMG; op Silverstone werd hij tweede, terwijl hij de race op het Circuit of the Americas winnend af wist te sluiten. In 2015 won hij met Quintarelli opnieuw twee races in de Super GT in Fuji en Autopolis, waardoor hij zijn titel met succes wist te verdedigen. Tevens maakte hij dat jaar zijn debuut in de 24 uur van Le Mans voor het LMP1-team van Nissan met Mark Shulzhitskiy en Lucas Ordóñez, maar na 115 ronden moest het team opgeven met een gebroken ophanging. In 2016 won hij met Quintarelli de eerste twee races in de Super GT op Okayama en Fuji en werd derde in de eindstand. Tevens keerde hij terug in de 24 uur van Le Mans voor KCMG, maar na 116 ronden moest het team opgeven.
In 2017 won Matsuda in de Super GT de seizoensfinale op Motegi, waardoor hij met Quintarelli tweede werd in de eindstand. In 2018 won hij een race op Fuji, maar stond in de rest van het seizoen niet op het podium en eindigde op een achtste plaats in het kampioenschap. In 2019 behaalde hij vier podiumplaatsen in het kampioenschap. Daarnaast maakte hij dat jaar zijn debuut in de DTM tijdens de seizoensfinale op de Hockenheimring, waarin fabrikanten uit de Super GT hun coureurs als gastrijders mee konden laten doen.